# AC6000CW
AC6000CW je 6000 KM dizelelektrična lokomotiva ameriškega podjetja GE Transportation. AC6000CW so razvili v 1990ih, ko je GE tekmoval z Electro-Motive Diesel (EMD) za najmočnejšo lokomotivo. 
AC6000 CW ima šest osi v konfugiracijo C-C oz. Co′Co′. Največja osna obremenitev 32,7 ton. Širina železnic je standardna (1435 mm). Teža lokomotive je 192-196 metričnih ton. Dolga je 23,16 metra, široka 3,12 metra in 4,88 metra visoka. Tank za gorivo ima kapaciteto 21000-23000 litrov. 
Poganjajo jo en 16-valjni V-dizelski motor (različne verzije: GE 7FDL16, 7HDL16, GEVO-16). Največja moč dizelskega motorja je 6250 KM. Obrati motorja so med 200 - 1050. Delovna prostornina je 251,2 litrov (7HDL16, GEVO-16) ali pa 175,2 litrov  (7FDL16).
Alternator je GE GMG201, trakcijski motorji pa GE GEB13 AC. Največja hitrost je 121 km/h.
Vlečna sila (trakcija) pri zagonu je 810–890 kN, največja kontinuirana pa 740 kN.
Konkurenčna lokomotiva EMD SD90MAC ima prav tako 6000 KM, večjo moč je imela samo dvomotorna DDA40X (6600 KM). 

## Rekordni vlak
21. junija 2001 je avstralsko rudarsko podjetje BHP Billiton postavilo rekord za najtežji in najdaljši vlak. Poganjalo ga je 8 lokomotiv AC6000CW, ki je vleklo 682 vagonov. Vlak je bil težak 99374 ton, dolg je bil 7,3 kilometra in je tovoril 82000 ton železove rude.